# Johann Schnegg
Johann Schnegg (auch Schneck; * 27. Mai 1724 in Imsterberg; † 19. November 1784 in Arzl im Pitztal) war ein österreichischer Barockbildhauer.

## Leben

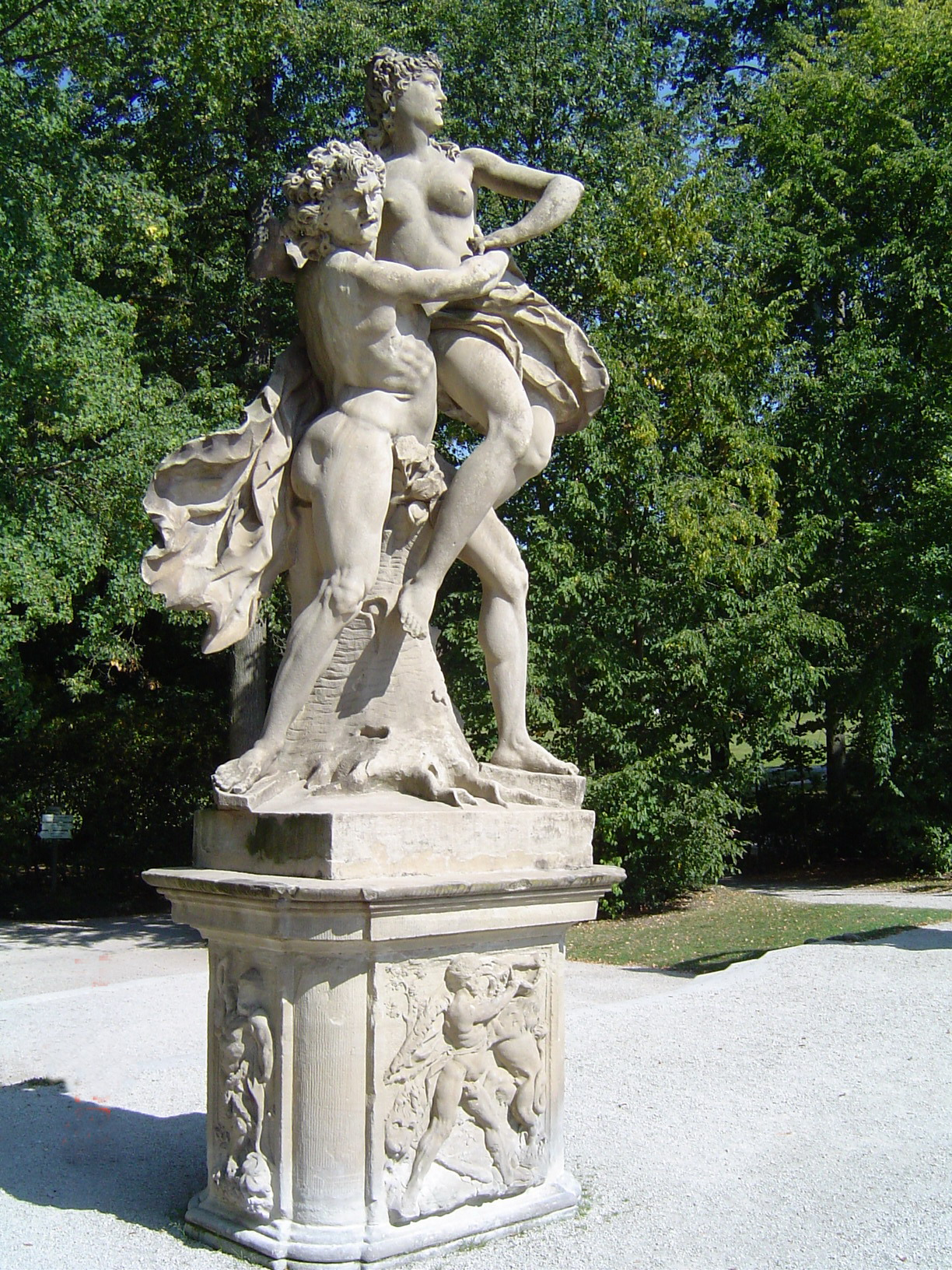
Raub der Sabinerinnen, Eremitage Bayreuth

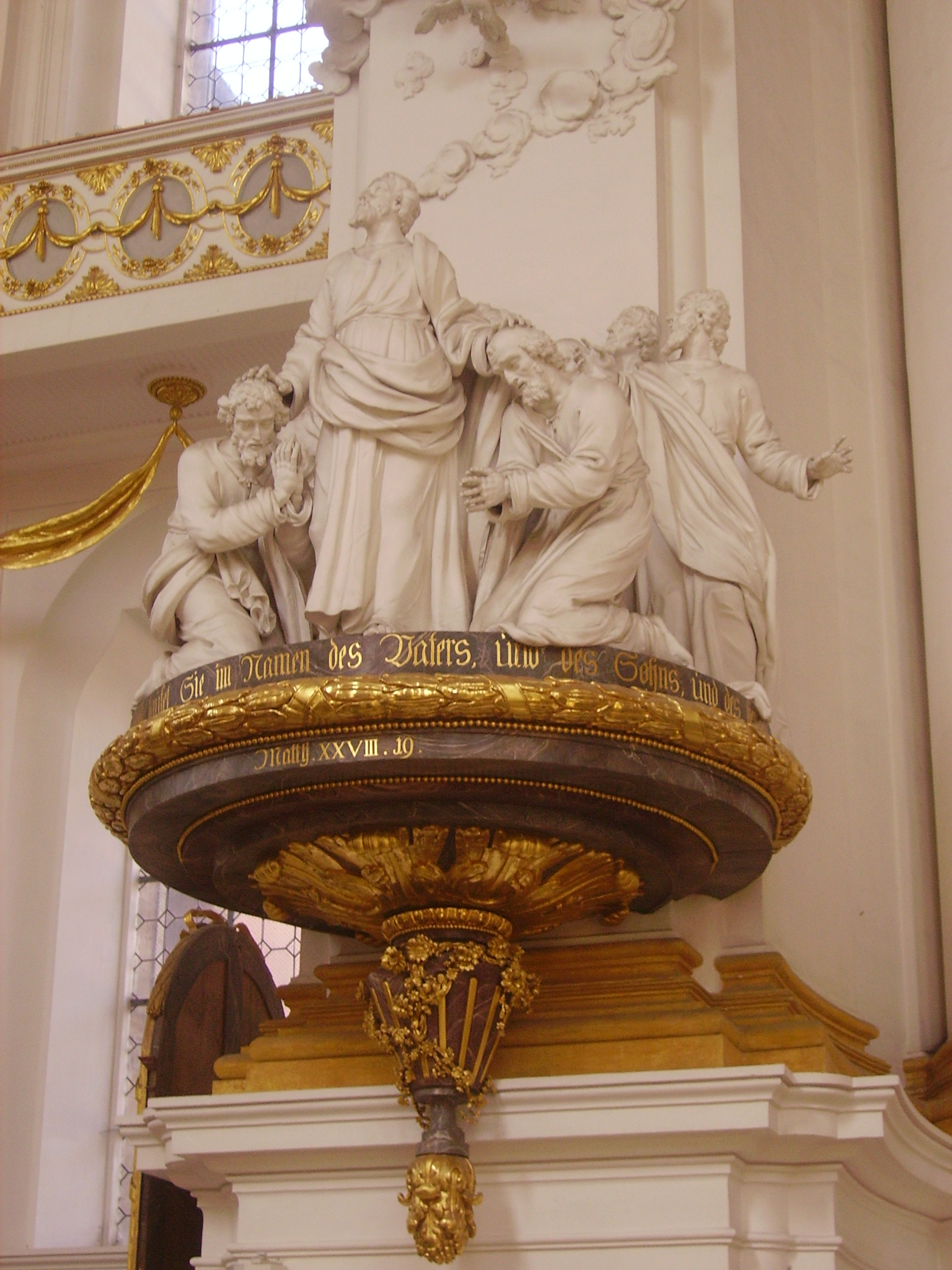
Aussendung der Apostel, Klosterkirche Wiblingen

Johann Schnegg erlernte die Bildhauerei bei J. Jais in Imst, Andreas Kölle in Fendels und Stephan Föger in Innsbruck und begab sich anschließend auf Wanderschaft. Am 11. September 1749 heiratete er in Bayreuth die Tochter des Hofbildhauers Johann Georg Ziegler † 15. Mai 1749 nach dessen Tod und übernahm seine Werkstatt. 1756 wurde er hochfürstlicher Hofbildhauer und Leiter der Bildhauerklasse an der neu geschaffenen Bayreuther Kunstakademie (Academie der freyen Künste und Wissenschaften zu Bayreuth), wo der Hof-Bildhauer 1759 als Professor und Lehrer der Bildhauerei gelistet wurde. Außerdem trug er den Titel Hofcabinetbildhauer.
Nachdem die Akademie schon nach wenigen Jahren wieder aufgelöst worden war, trat er in Berlin die Dienste Friedrichs II. von Preußen, für den er unter anderem Skulpturen für die Schlösser in Potsdam schuf. Für das Neue Palais fertigte er zusammen mit den Brüdern Johann David Räntz und Johann Lorenz Wilhelm Räntz sowie mit Carl Samuel Reiter und Johann Christoph Wohler für die Außenseiten an:
- 66 „steinerne Figuren zehenfüßiger Höhe“,
- 49 „dergleichen von 8 Fuß“,
- 54 „dergleichen von sieben Fuß hoch“,
- 246 „große und kleine Schlußsteinköpfe an die Fenster“,
- 10 „Gruppen von Sandstein, jede mit vier Kindern“ und
- 54 „dergleichen jede von drey Kindern“.

Als er nach Tirol zurückkehren wollte, wurde ihm dies verweigert und er floh 1769 auf abenteuerliche Weise mit zwei seiner Kinder, sein Vermögen in ausgehöhlten Skulpturen versteckt. Bis zu seinem Tod lebte er in Tirol und schuf zahlreiche Skulpturen für Tiroler Kirchen. Neben Andreas Thamasch gilt Johann Schnegg als der bedeutendste Barockbildhauer des Tiroler Oberinntals.

## Familie
Johann Schnegg heiratete am 11. September 1749 in Volsbach, Gemeinde Ahorntal in Bayern, Maria Catharina Ziegler. Es gibt zwei Trauungseinträge, einmal in Volsbach und in Bayreuth. In beiden gibt es den Vermerk, dass die Trauung auf „hochfürstlichem Dekret“, vermutlich wegen des jugendlichen Alters der Braut, außerhalb von Bayreuth stattgefunden hatte.
Maria Catharina Ziegler (* 1732, † 13. Juni 1762) war die älteste Tochter des katholischen Bildhauers Johann Georg Ziegler († 15. Mai 1749) und der Susanne Margaretha  geb. Forstmayer. Die Herkunft des Johann Georg Ziegler ist unbekannt, aber nicht zu verwechseln mit einem anderen Johann Georg Ziegler, ebenfalls Bildhauer (* 9. Oktober 1744 in Messelhausen; † 20. Juli 1832 ebenda).
Johann Schnegg hatte laut Aufzeichnungen in den Kirchenbüchern sechs Kinder:
- Johann Josef Wilhelm Schnegg * 31. Oktober 1750 in Bayreuth, † 20. Mai 1791 als Kooperator in Tösens in Tirol
- Johann Simon Schnegg * 26. Februar 1752, † 7. September 1753 in Bayreuth
- Theresia Schnegg * 3. Juli 1754 in Bayreuth, † 22. Januar 1800 in Imst in Tirol
- Josefa Dorothea Schnegg * 7. August 1755, † 27. Januar 1756 in Bayreuth
- Josefa Dorothea Schnegg * 3. September 1757, † 1. August 1758 in Bayreuth
- Johann Christoph Schnegg * 5. Oktober 1759, † 19. April 1760 in Bayreuth

## Werke
- Sieg des Erzengels Michael über den Satan, Elfenbeinschnitzerei, um 1740/60, Kunsthistorisches Museum Wien[5]
- Flussgöttergruppen des oberen Bassins der Eremitage in Bayreuth (zusammen mit Johann Gabriel Räntz), um 1750
- Kolossalgruppe Raub der Sabinerinnen gegenüber der Orangerie in der Eremitage, Bayreuth (zusammen mit Johann Gabriel Räntz), 1750/52
- Kruzifix und Figur der Immaculata an den Altären des Querschiffs, Holzfiguren der hll. Michael, Schutzengel, Wendelin und Florian auf den Beichtstühlen, Basilika Gößweinstein, 1763
- eine Brunnengruppe, Grottensaal des Neuen Palais in Potsdam, 1764/66
- zwei Kindergruppen auf der Balustrade vor der Bildergalerie von Sanssouci, Potsdam, 1764/66
- Figuren Schutzengel und Tobias, Pfarrkirche Imsterberg, um 1770[6]
- Schnitzfiguren an den Altären, Kruzifix, Kanzel, Pfarrkirche Götzens, um 1775/80
- Figuren an den Altären, Figur stürzender Satan auf der Kanzel, Pfarrkirche St. Jakob am Arlberg, um 1778[6]
- Hochaltarfiguren hll. Ingenuin und Albuin, Pfarrkirche Ranggen, um 1778
- Statuen Johannes der Täufer und Johannes Evangelist im Presbyterium, Stiftskirche Muri-Gries, um 1778/79
- Stuckgruppen vier Evangelisten am Hochaltar, Aussendung der Apostel über dem Taufbecken, hl. Anna, Maria unterrichtend, Scholastika und Martin mit Bettler, Klosterkirche Wiblingen (nach Entwürfen von Januarius Zick), 1781[7]